# Jessica Kuster
Jessica Lynne Kuster (Columbus, 20 agosto 1992) è una cestista statunitense, professionista in Europa.

## Carriera
Ha disputato due stagioni alla Virtus Eirene Ragusa (2017-18 e 2018-19).